# 박두익
박두익(朴斗翼, 1936년 12월 17일~)은 조선민주주의인민공화국의 축구 선수이다. 1966년 FIFA 월드컵에 조선민주주의인민공화국 국가대표팀 선수로 출전해 조별예선 마지막 경기 이탈리아와 경기에서 결승골을 넣어 이탈리아를 탈락시키고 조선민주주의인민공화국을 8강에 진출시켜 세상을 놀라게 했다. 1966년 월드컵 이후 "동양의 진주"라는 별명을 얻었다.

## 그 외
- 대니얼 고든의 다큐멘터리 《천리마 축구단》은 1966년 FIFA 월드컵 당시 선수들과 인터뷰 하는 장면이 있는데, 박두익의 인터뷰 장면도 나온다.[3]